# Paula Reca
Paula Reca (Luján, 10 aprile 1987) è un'attrice argentina.

## Biografia
Ha tre sorelle e due fratelli: Sofía (sposata con Tomás Yankelevich, figlio di Cris Morena), Máximo (che ha recitato con lei in Teen Angels nel ruolo di Pedro), Dolores, Soledad e Lucas.
Si è laureata in arti drammatiche nell'università di New York, dove ha ricevuto il titolo di BFA, un livello standard di laurea, in arti drammatiche, nella Tisch School of the Arts.

### Carriera
Debutta nel 2008 con il film Tom's phone, nel ruolo di Joanna. Nel 2009 partecipa come Luna Vorg nella terza stagione di Teen Angels, il suo personaggio si intromette tra i due protagonisti della serie, (Lali Espósito e Juan Pedro Lanzani). Nel 2010 è stata una delle protagoniste del film Belgrano prodotto e supervisionato da Juan José Campanella e diretto da Sebastián Pivotto. In questo film interpreta María Dolores Elguero, amante di Manuel Belgrano e madre della figlia di quest'ultimo.
Nel 2011 ha recitato nel ruolo di Louise nell'opera La novicia rebelde, nel Teatro Ópera di Buenos Aires, dove, nel 2012 è stata la protagonista della versione argentina di Mamma Mia!, nel ruolo di Sophie. Nello stesso anno ha vinto un premio ACE come rivelazione femminile per quel ruolo. Nel 2013 interpreta la segretaria Florencia Alvarez nella miniserie televisiva Germán, últimas viñetas.

## Filmografia

### Cinema
- Bajarlia, documentario (2005)
- Tom's phone (2008)
- Belgrano, regia di Sebastián Pivotto (2010)
- Veredas, regia di Fernando Cricenti (2017)
- Todavía, regia di Tomás Sánchez (2018)
- Tampoco tan grandes, regia di Federico Sosa (2019)
- Delfín, regia di Gaspar Scheuer (2019)

### Televisione
- Teen Angels (Casi Ángeles) – serial TV (2009)
- Germán, últimas viñetas – miniserie TV (2013)
- Aliados – serie TV (2013)

## Teatro
- Radiant Baby (2005)
- Sound of Plaid (2006)
- Casi Ángeles (2009)
- Intrusion (2010)
- La novicia rebelde (2011)
- Mamma Mia! (2012)
- ONCE, una vez en la vida! (2019)

## Premi e riconoscimenti
- 2012 - Premios ACE
  - Vinto - Rivelazione femminile nel teatro per Mamma Mia![6]
- 2014 - Premios Nuevas Miradas de TV
  - Candidatura - Miglior attrice in una serie televisiva per Germán, últimas viñetas
- 2019 - Premios HUGO
  - Vinto - Mejor Actriz Protagónica Femenina en Teatro per ONCE, una vez en la vida
- 2019 - Premios ACE
  - Candidatura - Miglior attrice protagonista femminile in teatro per ONCE, una vez en la vida
  - Candidatura - Miglior attrice di musical e/o cafe concert per ONCE, una vez en la vida